# أداد صمغي
الأداد الصمغي أو الثُغام الصمغي أو الأشخيص الصمغي أو أشخيص أو أسد الأرض أو شوك العِلك (باللاتينية: Carlina gummifera) نوع نباتي ينتمي إلى جنس الأداد من الفصيلة النجمية.

## الموئل والانتشار
موطنه المغرب العربي والبرتغال وإسبانيا وإيطاليا واليونان وتركيا.

## مرادفات للاسم العلمي
- (باللاتينية: Atractylis gummifera L.)
- (باللاتينية: Chamaeleon gummifer (L.) Cass.)
- (باللاتينية: Atractylis macrocephala Desf.)
- (باللاتينية: Carlina fontanesii DC., nom. nov.)
- (باللاتينية: Carlina macrocephala (Desf.) Less. [non Moris 1827])
- (باللاتينية: Chamaeleon megacephalus Cass., nom. illeg.)